# James White (Politiker, 1749)
James White (* 16. Juni 1749 in Philadelphia, Province of Pennsylvania; † Oktober 1809 in Louisiana-Territorium) war ein US-amerikanischer Politiker. Zwischen 1794 und 1796 vertrat er das Südwest-Territorium als Delegierter im US-Repräsentantenhaus. Zuvor war er Mitglied des Kontinentalkongresses für den Staat North Carolina.

## Werdegang
James White besuchte eine Hochschule der Jesuiten im heute französischen Saint-Omer, damals aber Teil der Österreichischen Niederlande war. Anschließend studierte er an der University of Pennsylvania Medizin und Jura. Nach dem Ende des Studiums zog er nach North Carolina, wo er auch in der Politik tätig wurde. Im Jahr 1785 wurde er in das Repräsentantenhaus von North Carolina gewählt. Von 1786 bis 1788 vertrat er seinen Staat im Kontinentalkongress. Ende 1786 wurde er auch Indianerbeauftragter im südlichen Teil von North Carolina. Nach seinem Ausscheiden aus dem Kongress zog er in das damalige Grenzgebiet im Westen und wurde einer der ersten Siedler in Nashville im späteren Bundesstaat Tennessee. In den 1780er Jahren unterstützte er auch den Plan der Gründung des State of Franklin von John Sevier.
1794 wurde White Mitglied im Repräsentantenhaus des Südwest-Territoriums. Zwischen 1794 und 1796 vertrat er als Delegierter dieses Territoriums dessen Interessen im Kongress der Vereinigten Staaten. Mit der Gründung Tennessees im Jahr 1796 erlosch dieses Mandat. 1799 zog White in das Gebiet des späteren Staates Louisiana. Im Jahr 1804 wurde er von Präsident Thomas Jefferson zum Bundesrichter im dortigen Orleans-Territorium ernannt. James White starb im Jahr 1809 in Louisiana. Sein Sohn Edward (1795–1847) war zunächst Kongressabgeordneter und von 1835 bis 1838 Gouverneur von Louisiana. Sein Enkel Edward White junior (1845–1921) fungierte zwischen 1910 und 1921 als Oberster Bundesrichter.